# 黄金面罩
黄金面罩是1987年出土於三星堆的文物。其大小与同坑出土的人头像面部比例基本吻合。金面罩用金皮捶拓而成，眼眉部镂空，由于金元素的稳定性，出土时依然金光灿灿。